# Талія

Талія в людини

Талія, стан або пере́хва́т — найвужча частина тулуба (в нормі).
Талія — частина живота між грудною кліткою і стегнами. Жінки, зазвичай, мають вужчу талію, ніж чоловіки. Об'єм талії вимірюється на рівні пупка.
Розміри талії є показником ожиріння. Це пов'язане з тим, що в цьому районі живота насамперед відкладається жир. Якщо показник співвідношення об'єму талії до зросту перевищує 0,5 це свідчить про наявність ожиріння.
Об'єм талії є одним з вимірів, які використовуються при конструюванні одягу.